# Gallagher Grand Prix 2022

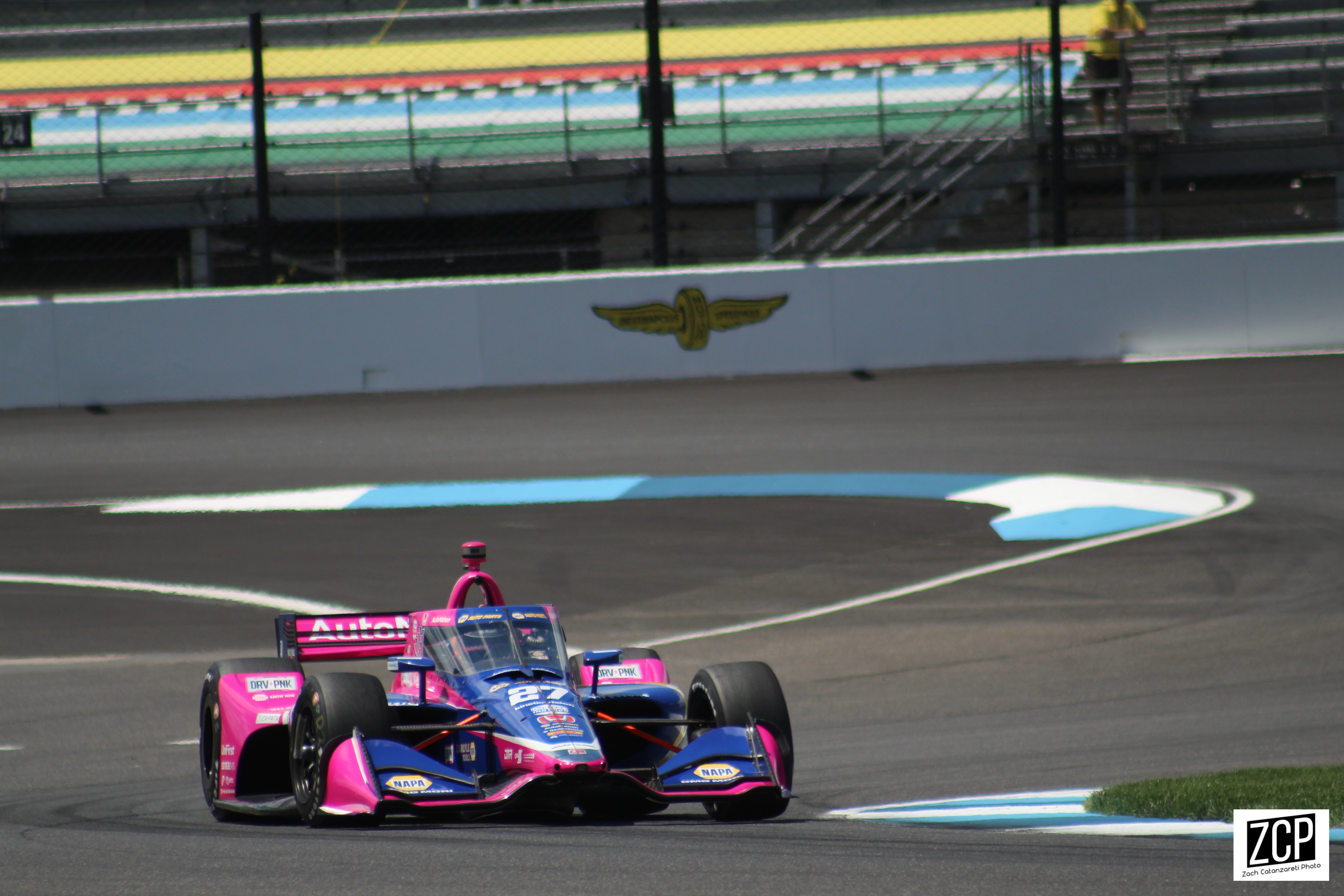
Der Sieger Alexander Rossi in Indianapolis 2022.

Der Gallagher Grand Prix 2022 auf dem Indianapolis Motor Speedway fand am 30. Juli 2022 statt und ging über eine Distanz von 85 Runden à 3,925 km. Es war der 13. Lauf zur IndyCar Series 2022.

## Bericht
Beim zweiten Rennen im Infield des Indianapolis Motor Speedway 2022, nach dem GMR Grand Prix im Mai, startete Felix Rosenqvist (Arrow McLaren SP) von der Pole Position. Der bis dahin führende in der Meisterschaft Marcus Ericsson (Chip Ganassi Racing) musste nach technischen Problemen im Qualifying ganz zuhinterst starten. Rosenqvist führte nach dem Start, Josef Newgarden (Team Penske) machte zwei Ränge gut, musste diese aber wieder zurückgeben, weil er Tracklimits nicht eingehalten hatte. So führte Rosenqvist vor Alexander Rossi (Andretti Autosport). Hinter den Führenden berührten sich Will Power (Team Penske) und Pato O’Ward (Arrow McLaren SP), O’Ward drehte sich und fiel zurück. Nach einer kurzen Gelbphase und dem darauffolgenden Neustart konnte Rosenqvist einen Angriff von Rossi abwehren, Rossi verbremste sich und Colton Herta (Andretti Autosport) fuhr an ihm vorbei auf den zweiten Rang. Rosenqvist bekam Probleme mit seinen Reifen, Herta übernahm die Führung in der achten Runde. Ab der 40 Runde hatte Herta Getriebeprobleme, Teamkollege Rossi konnte ihn mühelos überholen. Nach drei sieglosen Jahren feierte Rossi wieder einen Sieg bei einem IndyCar-GP, mit 3,5 Sekunden Vorsprung auf Christian Lundgaard (Rahal Letterman Lanigan Racing), der genau nach einem Jahr seines IndyCar-Debüts zum ersten Mal auf dem Podium der ersten Drei stand. Dahinter folgten Power, Scott McLaughlin und Newgarden, alle für das Team Penske unterwegs. Ericsson wurde auf dem 11. Platz gewertet und verlor die Führung in der Meisterschaft an Power, der nun neun Punkte Vorsprung hatte. Newgarden, Dixon und O’Ward folgten auf den weitern Rängen mit mehr als 30 Punkten Rückstand.

## Klassifikationen

### Qualifying / Start
| Pos | Nr | Fahrer              | Team                                 | Motor     | Start |
| --- | -- | ------------------- | ------------------------------------ | --------- | ----- |
| 1   | 7  | Felix Rosenqvist    | Arrow McLaren SP                     | Chevrolet | 1     |
| 2   | 27 | Alexander Rossi     | Andretti Autosport                   | Honda     | 2     |
| 3   | 5  | Pato O’Ward         | Arrow McLaren SP                     | Chevrolet | 3     |
| 4   | 12 | Will Power          | Team Penske                          | Chevrolet | 4     |
| 5   | 2  | Josef Newgarden     | Team Penske                          | Chevrolet | 5     |
| 6   | 30 | Christian Lundgaard | Rahal Letterman Lanigan Racing       | Honda     | 6     |
| 7   | 10 | Alex Palou          | Chip Ganassi Racing                  | Honda     | 7     |
| 8   | 21 | Rinus VeeKay        | Ed Carpenter Racing                  | Chevrolet | 8     |
| 9   | 26 | Colton Herta        | Andretti Autosport / Curb-Agajanian  | Honda     | 9     |
| 10  | 20 | Conor Daly          | Ed Carpenter Racing                  | Chevrolet | 10    |
| 11  | 18 | David Malukas       | Dale Coyne Racing / HMD Motorsports  | Honda     | 11    |
| 12  | 60 | Simon Pagenaud      | Meyer Shank Racing                   | Honda     | 12    |
| 13  | 45 | Jack Harvey         | Rahal Letterman Lanigan Racing       | Honda     | 13    |
| 14  | 29 | Devlin DeFrancesco  | Andretti Steinbrenner Autosport      | Honda     | 14    |
| 15  | 3  | Scott McLaughlin    | Team Penske                          | Chevrolet | 15    |
| 16  | 06 | Hélio Castroneves   | Meyer Shank Racing                   | Honda     | 16    |
| 17  | 15 | Graham Rahal        | Rahal Letterman Lanigan Racing       | Honda     | 17    |
| 18  | 51 | Takuma Satō         | Dale Coyne Racing / Rick Ware Racing | Honda     | 18    |
| 19  | 77 | Callum Ilott        | Juncos Hollinger Racing              | Chevrolet | 19    |
| 20  | 9  | Scott Dixon         | Chip Ganassi Racing                  | Honda     | 20    |
| 21  | 14 | Kyle Kirkwood       | A. J. Foyt Enterprises               | Chevrolet | 21    |
| 22  | 28 | Romain Grosjean     | Andretti Autosport                   | Honda     | 22    |
| 23  | 48 | Jimmie Johnson      | Chip Ganassi Racing                  | Honda     | 23    |
| 24  | 4  | Dalton Kellett      | A. J. Foyt Enterprises               | Chevrolet | 24    |
| 25  | 8  | Marcus Ericsson     | Chip Ganassi Racing                  | Honda     | 25    |

### Endergebnis
| Pos | Nr | Fahrer                  | Team                                 | Motor     | Runden | Zeit/Rückstand   | Boxenstopps | Startplatz | Führungsrunden | Punkte |
| --- | -- | ----------------------- | ------------------------------------ | --------- | ------ | ---------------- | ----------- | ---------- | -------------- | ------ |
| 1   | 27 | Alexander Rossi         | Andretti Autosport                   | Honda     | 85     | 1:48:39.1825     | 3           | 2          | 44             | 53     |
| 2   | 30 | Christian Lundgaard (R) | Rahal Letterman Lanigan Racing       | Honda     | 85     | 3.5441           | 3           | 6          |                | 40     |
| 3   | 12 | Will Power              | Team Penske                          | Chevrolet | 85     | 14.8481          | 3           | 4          | 7              | 36     |
| 4   | 3  | Scott McLaughlin        | Team Penske                          | Chevrolet | 85     | 15.9694          | 3           | 15         | 10             | 33     |
| 5   | 2  | Josef Newgarden         | Team Penske                          | Chevrolet | 85     | 18.4253          | 3           | 5          |                | 30     |
| 6   | 21 | Rinus VeeKay            | Ed Carpenter Racing                  | Chevrolet | 85     | 22.9626          | 3           | 8          |                | 28     |
| 7   | 15 | Graham Rahal            | Rahal Letterman Lanigan Racing       | Honda     | 85     | 23.3542          | 3           | 17         |                | 26     |
| 8   | 9  | Scott Dixon             | Chip Ganassi Racing                  | Honda     | 85     | 23.6130          | 3           | 20         |                | 24     |
| 9   | 7  | Felix Rosenqvist        | Arrow McLaren SP                     | Chevrolet | 85     | 24.4659          | 3           | 1          | 7              | 24     |
| 10  | 10 | Alex Palou              | Chip Ganassi Racing                  | Honda     | 85     | 27.6401          | 3           | 7          |                | 20     |
| 11  | 8  | Marcus Ericsson         | Chip Ganassi Racing                  | Honda     | 85     | 35.0774          | 3           | 25         |                | 19     |
| 12  | 5  | Pato O’Ward             | Arrow McLaren SP                     | Chevrolet | 85     | 43.0641          | 3           | 3          |                | 18     |
| 13  | 18 | David Malukas (R)       | Dale Coyne Racing / HMD Motorsports  | Honda     | 85     | 50.1868          | 3           | 11         |                | 17     |
| 14  | 77 | Callum Ilott (R)        | Juncos Hollinger Racing              | Chevrolet | 85     | 51.9201          | 3           | 19         |                | 16     |
| 15  | 51 | Takuma Satō             | Dale Coyne Racing / Rick Ware Racing | Honda     | 85     | 57.1069          | 3           | 18         |                | 15     |
| 16  | 28 | Romain Grosjean         | Andretti Autosport                   | Honda     | 85     | 59.0527          | 3           | 22         |                | 14     |
| 17  | 20 | Conor Daly              | Ed Carpenter Racing                  | Chevrolet | 85     | 1:00.1316        | 3           | 10         |                | 13     |
| 18  | 29 | Devlin DeFrancesco (R)  | Andretti Steinbrenner Autosport      | Honda     | 85     | 1:01.7880        | 3           | 14         |                | 12     |
| 19  | 06 | Hélio Castroneves       | Meyer Shank Racing                   | Honda     | 85     | 1:03.4684        | 4           | 16         |                | 11     |
| 20  | 45 | Jack Harvey             | Rahal Letterman Lanigan Racing       | Honda     | 85     | 1:04.5997        | 3           | 13         |                | 10     |
| 21  | 4  | Dalton Kellett          | A. J. Foyt Enterprises               | Chevrolet | 84     | 1 Rd.            | 3           | 24         |                | 9      |
| 22  | 48 | Jimmie Johnson          | Chip Ganassi Racing                  | Honda     | 84     | 1 Rd.            | 3           | 23         |                | 8      |
| 23  | 14 | Kyle Kirkwood (R)       | A. J. Foyt Enterprises               | Chevrolet | 84     | 1 Rd.            | 5           | 21         |                | 7      |
| 24  | 26 | Colton Herta            | Andretti Autosport / Curb-Agajanian  | Honda     | 42     | Getriebe         | 2           | 9          | 17             | 7      |
| 25  | 60 | Simon Pagenaud          | Meyer Shank Racing                   | Honda     | 34     | Treibstoffmangel | 1           | 12         |                | 5      |

(R)=Rookie / 2 Gelbphasen für insgesamt 5 Rd.